# Tarawa
Tarawa (in früherer Schreibung auch: Tarowa, früherer Name Cook Island) ist ein Atoll im Pazifischen Ozean mit 70.090 Einwohnern (Stand 2020), hauptsächlich aus der Ethnie der Mikronesier. Das Atoll war früher das Hauptatoll der ehemaligen britischen Kolonie der Gilbert- und Elliceinseln, dann das der Gilbertinseln. Heute ist es das Hauptatoll der Republik Kiribati mit der Hauptstadt South Tarawa.

## Geographie
Tarawa besteht aus mindestens 24 Inseln mit einer gesamten Landfläche von 31,02 km², von denen 16 bewohnt sind. Die größte Insel ist Bonriki, auf welcher der Bonriki International Airport liegt, der derzeit einzige international angeflogene Flughafen von Kiribati. Die größte Stadt ist Betio auf der gleichnamigen Insel im Südwesten des Atolls. Es hat eine Winkelform mit einer Nord-Süd-Inselkette (North Tarawa) und einer sich im Süden anschließenden Ost-West-Inselkette (South Tarawa). Beide begrenzen eine nach Westen offene Lagune.

### Städte und Dörfer (Auswahl)
Abaokoro – Abatao – Bairiki – Betio – Bikenibeu – Buariki – Buota – Eita – Marenanuka – Nabeina – Nooto – Taborio (Eita) – Teaoraereke – Tebwangaroi

## Karten

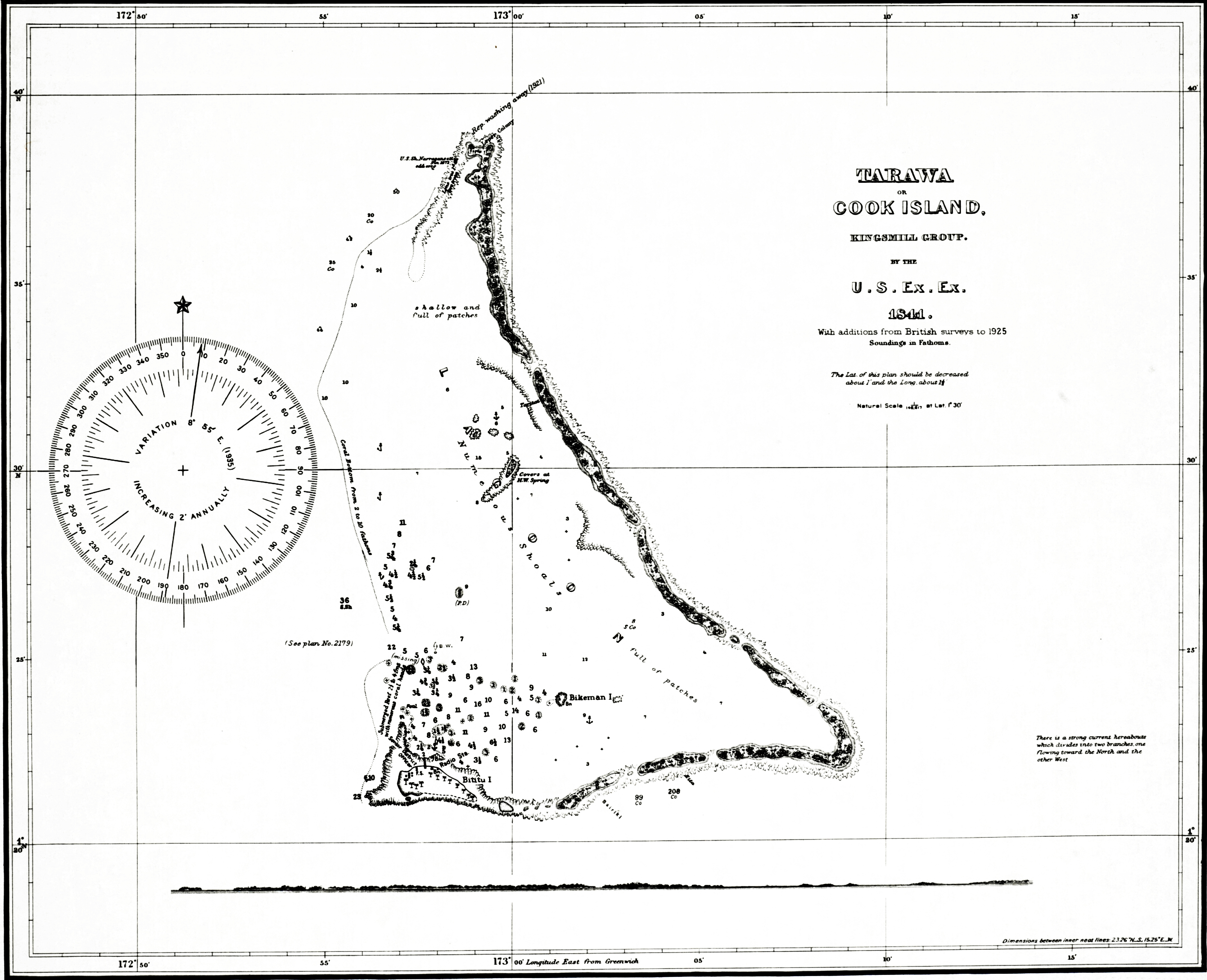
Seekarte von 1873
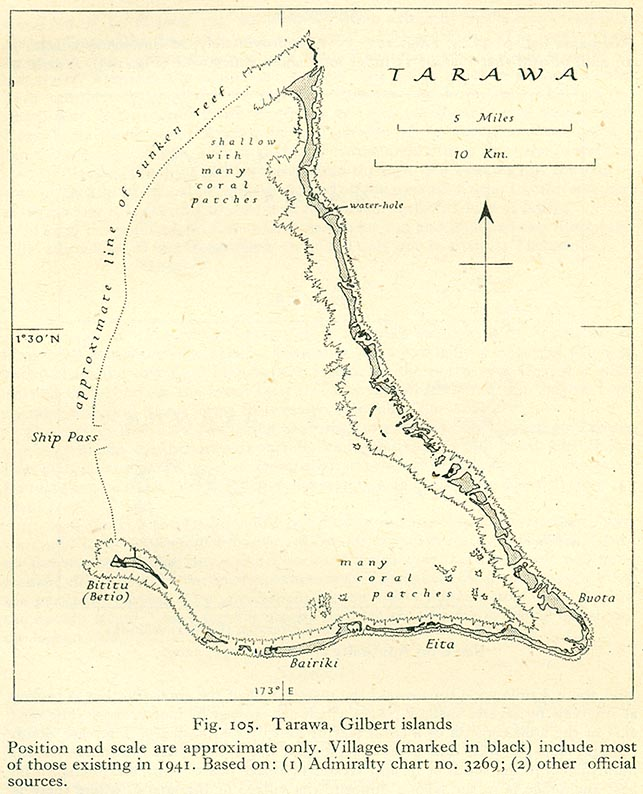
Karte aus dem Zweiten Weltkrieg
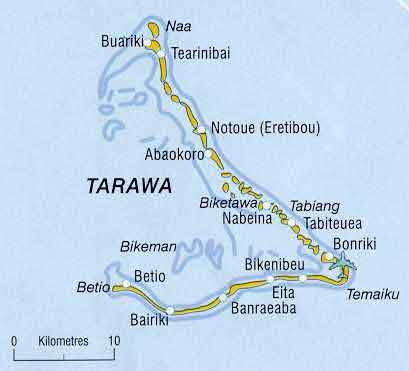
Aktuelle Karte

## Verwaltung
Das Atoll hat mehrere Verwaltungseinheiten:
- Teinainano Urban Council (TUC) von Bairiki nach Bonriki, besser bekannt als South Tarawa. Dieser Distrikt ist die Hauptstadt der Republik Kiribati
- Betio Town Council (BTC) auf der kleinen Insel Betio
- Tarawa Ieta oder North Tarawa (alle Inseln im Norden)

Das Hauptverwaltungszentrum für die Republik Kiribati befindet sich auf Bairiki, einer der südlichsten Inseln von Tarawa. Einige Ministerien befinden sich allerdings auf Betio und Bikenibeu, eines auf Kiritimati.

## Geschichte
Siehe auch: Schlacht um die Gilbertinseln und Japanische Befestigungen auf Tarawa
Während des Zweiten Weltkriegs war Tarawa zwischen 1941 und 1943 von Japan besetzt. Am 20. November 1943 war Tarawa Schauplatz einer Schlacht. An diesem Tag landeten Soldaten des US-Marinekorps auf Tarawa und gerieten unter schweres Feuer der Küstengeschütze der japanischen Armee. Jedoch gelang es den Marines nach drei Tagen, das Atoll einzunehmen.

## Wirtschaft
Auf der kleinen Insel Betio des Hauptatolls Tarawa befindet sich der Haupthafen, von dem aus die Kopra, Perlmuscheln, Haifischflossen, Algen und Seegurken (Bêche-de-mer) exportiert werden. Eine Non-Profit-Organisation auf Tarawa ist der Dienstleister South Pacific Marine Services (SPMS), der ansässige Seeleute für deutsche Reedereien vor Ort anwirbt und zu vermitteln hilft. Zurzeit, Stand 2018, sind weltweit mehr als 1000 Seeleute auf Frachtschiffen und in der Hochseefischerei im Einsatz.
Auf Tarawa befinden sich eine Trainingsschule für Seeleute und Fischer, das 1967 gegründete Marine Training Centre (MTC) mit inzwischen über 5000 ausgebildeten Seeleuten, der Kiribati Campus der University of the South Pacific, das Volkskundemuseum Te Umanibong, die Verwaltungssitze der Hauptkirchen und das Landeskrankenhaus.

## Überbevölkerung
Verschiedene Orte auf dem Atoll stehen vor dem Problem der Überbevölkerung. Wegen der Arbeitslosigkeit, des Anstiegs des Meeresspiegels auf Grund des Klimawandels sowie der Versalzung der Wasserquellen sind viele Einwohner der äußersten Inseln auf das Atoll ausgewandert. Die meisten Einwanderer haben sich in informellen Ansiedlungen in South Tarawa angesiedelt, wo sich die bevölkerungsreichsten Orte in Kiribati befinden. Die Lebensbedingungen in Orten wie Betio sind schlecht. Die nationale Regierung hat Pläne vorgelegt, um die Probleme zu bekämpfen. Diese Pläne beinhalten die Uferbefestigung, den Aufbau von neuen Siedlungen sowie Arbeitsmobilitätsprogramme für Auswanderer nach Neuseeland und Australien.

## Verschiedenes
Die United States Navy benannte zwei Kriegsschiffe nach der Insel, den Flugzeugträger Tarawa und das amphibische Angriffsschiff Tarawa. Von letzterer leitet sich auch die Bezeichnung Tarawa-Klasse ab.
Das Atoll ist unter Funkamateuren beliebt. Von Zeit zu Zeit machen sich Expeditionen mit Kurzwellensendern dorthin auf, um anderen Funkamateuren einen Kontakt mit diesem „seltenen Land“, wie es in der Sprache der Funker heißt, zu ermöglichen. Im Oktober 2014 war eine Gruppe deutscher Funker unter dem Rufzeichen T30D auf den Kurzwellenbereichen der Funkamateure von dort aus aktiv.